# 張火丁
張火丁（1971年1月24日—），中国京劇表演艺术家，一級演員，工旦行，藝宗程硯秋派，拜師趙榮琛（1916 - 1996），前中國國家京劇院張火丁戲劇工作室領銜主演，現在是中國戲曲學院表演系教授。

## 生平
1971年1月24日生于吉林省白城。祖籍山东章丘。少年时喜爱评剧，报考省艺校，屡考不中。
1986年自费入天津戏曲学校改学京剧。1989年毕业于天津戏曲学校，进入战友文工团京剧院，与哥哥张火千同一单位。
1993年拜程派传人趙榮琛为师。
1995年进入中国京剧院。同年在中国戏曲学院攻读研究生期间，受业于李金鸿、新艳秋、李蔷华、王吟秋等教授。 
1998年入中国戏曲学院读研究生，2002年毕业。
1999年得第17屆中國戲劇梅花獎。
2004年3月，中國京劇院（現在中國國家京劇院）成立以她為核心的張火丁戲劇工作室。
2008年8月，工作室解散，9月被聘为中國戲曲學院教授。
2017年6月，在美國紐約演出兩場，由於事前的成功宣傳理念，將京劇重新包裝為美國人聽得懂的方式，演出獲得較大轟動和紐約時報大篇幅報導。

## 评价
- 1999年，《戏剧电影报·梨园周刊》主办“评说五小程旦”活动。李海燕、张火丁、迟小秋、李佩红、刘桂娟荣获“五小程旦”称号。

## 轶事
- 自称不听流行音乐，不会用电脑。
- 哥哥张火千，京剧演员。

## 程派名劇
- 《鎖麟囊》
- 《荒山淚》
- 《竇娥冤》
- 《柳迎春》
- 《馬昭儀》
- 《玉堂春》
- 《春閨夢》
- 《文姬歸漢》
- 《坐宮》[2]

## 榮譽
- 張丁火榮獲第十七屆中國戲劇梅花獎項殊榮。
- 2001年受文化部頒贈，青年京劇展演榮譽獎。
- 京劇電影程派《江姐》榮獲“國粹傳承大獎”。[2]

## 外部連結
- 张火丁超话—新浪微博超话社区 （页面存档备份，存于）
- 演《霸王别姬》张火丁圆十年梦 []